# 卡米亞諾吉爾卡 (卡利尼夫卡區)
49°27′11″N 28°17′2″E / 49.45306°N 28.28389°E
卡米亞諾吉爾卡（烏克蘭語：Кам'яногірка），是烏克蘭的村落，位於該國西南部文尼察州，由赫米利尼克區負責管轄，面積1.39平方公里，海拔高度258米，2001年人口409，人口密度每平方公里293.61人。